# Alireza Golafshan
Alireza Golafshan (persisch علیرضا گل افشان; * 1986 in Teheran) ist ein iranischer Filmproduzent, Regisseur, Regieassistent, Filmregisseur und Filmautor.

## Leben
Alireza Golafshan wurde 1986 in Teheran geboren. Er wanderte 1998 mit seiner Familie nach Deutschland aus. In München studierte er Philosophie und Kunstgeschichte. 2008 ging er an die Hochschule für Fernsehen und Film München. 2024 erhielt er den Bayerischen Filmpreis.

## Filmografie (Auswahl)

### Regie und Drehbuch
- 2014: Behinderte Ausländer
- 2019: Die Goldfische
- 2022: JGA: Jasmin. Gina. Anna.
- 2024: Alles Fifty Fifty

### Produktion
- 2019: Out of Place
- 2022: She Chef

### Regie Zweiter Stab
- 2010: Munich Bohème
- 2011: Stille Wasser
- 2011: Lars
- 2012: Der Versuch, ruhig zu atmen
- 2012: Vorwerk – Ladies.